# Relacje Maxwella
Relacje Maxwella – zestaw równań w termodynamice, które można wyprowadzić z definicji potencjałów termodynamicznych. Relacje Maxwella są wyrażeniem równości pomiędzy drugimi pochodnymi potencjałów termodynamicznych. Wynikają bezpośrednio z faktu, że stopień różniczkowania funkcji analitycznej dwóch zmiennych nie ma znaczenia. Jeśli {\displaystyle \Phi } to potencjał termodynamiczny, {\displaystyle x_{i}} i {\displaystyle x_{j}} to dwie różne naturalne zmienne dla tego potencjału, to wtedy relacja Maxwella dla tego potencjału i tych zmiennych jest następująca:
{\displaystyle {\frac {\partial }{\partial x_{j}}}\left({\frac {\partial {\Phi }}{\partial x_{i}}}\right)={\frac {\partial }{\partial x_{i}}}\left({\frac {\partial {\Phi }}{\partial x_{j}}}\right),}
gdzie pochodne cząstkowe są wzięte przy stałych wartościach wszystkich zmiennych naturalnych. Widać, że dla każdego potencjału termodynamicznego jest {\displaystyle n\left(n-1\right)/2} możliwych relacji Maxwella, gdzie {\displaystyle n} to liczba naturalnych zmiennych potencjału. Relacje te są nazwane na cześć XIX-wiecznego fizyka Jamesa Maxwella.

## Najbardziej powszechne relacje Maxwella
Najbardziej powszechnymi relacjami Maxwella są równości drugich pochodnych każdego z czterech potencjałów termodynamicznych, w odniesieniu do naturalnych zmiennych termicznych (temperatury {\displaystyle T} lub entropii {\displaystyle S}) i naturalnych zmiennych mechanicznych (ciśnienie {\displaystyle p} i objętość {\displaystyle V}).
{\displaystyle {\begin{array}{r}\left({\frac {\partial T}{\partial V}}\right)_{S}&=&-\left({\frac {\partial p}{\partial S}}\right)_{V}&=&{\frac {\partial ^{2}U}{\partial S\partial V}}\\\left({\frac {\partial T}{\partial p}}\right)_{S}&=&+\left({\frac {\partial V}{\partial S}}\right)_{p}&=&{\frac {\partial ^{2}H}{\partial S\partial p}}\\+\left({\frac {\partial S}{\partial V}}\right)_{T}&=&\left({\frac {\partial p}{\partial T}}\right)_{V}&=&-{\frac {\partial ^{2}A}{\partial T\partial V}}\\-\left({\frac {\partial S}{\partial p}}\right)_{T}&=&\left({\frac {\partial V}{\partial T}}\right)_{p}&=&{\frac {\partial ^{2}G}{\partial T\partial p}}\end{array}}}
gdzie potencjały jako funkcje ich naturalnych zmiennych termicznych i mechanicznych to:
{\displaystyle U(S,V)} – energia wewnętrzna,
{\displaystyle H(S,p)} – entalpia,
{\displaystyle A(T,V)} – energia swobodna Helmholtza,
{\displaystyle G(T,p)} – entalpia swobodna.

## Wyprowadzenie relacji Maxwella
Wyprowadzenie relacji Maxwella można wyprowadzić z różniczkowych postaci potencjałów termodynamicznych:
{\displaystyle \mathrm {d} U=T\mathrm {d} S-p\mathrm {d} V,}
{\displaystyle \mathrm {d} H=T\mathrm {d} S+V\mathrm {d} p,}
{\displaystyle \mathrm {d} A=-S\mathrm {d} T-p\mathrm {d} V,}
{\displaystyle \mathrm {d} G=-S\mathrm {d} T+V\mathrm {d} p.}
Równania te przypominają różniczkę zupełną postaci
{\displaystyle \mathrm {d} z=\left({\frac {\partial z}{\partial x}}\right)_{y}\!\mathrm {d} x+\left({\frac {\partial z}{\partial y}}\right)_{x}\!\mathrm {d} y.}
I rzeczywiście, można wykazać, że dla każdego równania o postaci
{\displaystyle \mathrm {d} z=M\mathrm {d} x+N\mathrm {d} y,}
że
{\displaystyle M=\left({\frac {\partial z}{\partial x}}\right)_{y},\quad N=\left({\frac {\partial z}{\partial y}}\right)_{x}.}
Weźmy jako przykład równanie {\displaystyle \mathrm {d} H=T\mathrm {d} S+V\mathrm {d} p.} Możemy zobaczyć, że
{\displaystyle T=\left({\frac {\partial H}{\partial S}}\right)_{p},\quad V=\left({\frac {\partial H}{\partial p}}\right)_{S}.}
Ponieważ wiemy, że dla funkcji ciągłych w drugiej pochodnej mieszane pochodne cząstkowe są identyczne (symetria drugich pochodnych), to znaczy, że:
{\displaystyle {\frac {\partial }{\partial y}}\left({\frac {\partial z}{\partial x}}\right)_{y}={\frac {\partial }{\partial x}}\left({\frac {\partial z}{\partial y}}\right)_{x}={\frac {\partial ^{2}z}{\partial y\partial x}}={\frac {\partial ^{2}z}{\partial x\partial y}}.}
W związku z tym widać, że
{\displaystyle {\frac {\partial }{\partial p}}\left({\frac {\partial H}{\partial S}}\right)_{p}={\frac {\partial }{\partial S}}\left({\frac {\partial H}{\partial p}}\right)_{S}}
oraz
{\displaystyle \left({\frac {\partial T}{\partial p}}\right)_{S}=\left({\frac {\partial V}{\partial S}}\right)_{p}.}

### Wyprowadzenie rozszerzone
Relacje Maxwella są oparte na prostych zasadach różniczkowania cząstkowego.
Połączone postaci pierwszej i drugiej zasady termodynamiki,
{\displaystyle T\mathrm {d} S=\mathrm {d} U+p\mathrm {d} V,\qquad {}} (równ. 1)
gdzie:
{\displaystyle U,} {\displaystyle S} i {\displaystyle V} są funkcjami stanu.
Daje
{\displaystyle U=U(x,y)}
{\displaystyle S=S(x,y)}
{\displaystyle V=V(x,y)}
{\displaystyle \mathrm {d} U=\left({\frac {\partial U}{\partial x}}\right)_{y}\!\mathrm {d} x+\left({\frac {\partial U}{\partial y}}\right)_{x}\!\mathrm {d} y}
{\displaystyle \mathrm {d} S=\left({\frac {\partial S}{\partial x}}\right)_{y}\!\mathrm {d} x+\left({\frac {\partial S}{\partial y}}\right)_{x}\!\mathrm {d} y}
{\displaystyle \mathrm {d} V=\left({\frac {\partial V}{\partial x}}\right)_{y}\!\mathrm {d} x+\left({\frac {\partial V}{\partial y}}\right)_{x}\!\mathrm {d} y}
Podstawiamy je w (równ. 1) i otrzymujemy
{\displaystyle T\left({\frac {\partial S}{\partial x}}\right)_{y}\!\mathrm {d} x+T\left({\frac {\partial S}{\partial y}}\right)_{x}\!\mathrm {d} y=\left({\frac {\partial U}{\partial x}}\right)_{y}\!\mathrm {\mathrm {d} } x+\left({\frac {\partial U}{\partial y}}\right)_{x}\!\mathrm {d} y+P\left({\frac {\partial V}{\partial x}}\right)_{y}\!\mathrm {d} x+P\left({\frac {\partial V}{\partial y}}\right)_{x}\!\mathrm {d} y}
Co można zapisać także jako:
{\displaystyle \left({\frac {\partial U}{\partial x}}\right)_{y}\!\mathrm {d} x+\left({\frac {\partial U}{\partial y}}\right)_{x}\!\mathrm {d} y=T\left({\frac {\partial S}{\partial x}}\right)_{y}\!\mathrm {d} x+T\left({\frac {\partial S}{\partial y}}\right)_{x}\!\mathrm {d} y-P\left({\frac {\partial V}{\partial x}}\right)_{y}\!\mathrm {d} x-P\left({\frac {\partial V}{\partial y}}\right)_{x}\!\mathrm {d} y}
Porównując współczynnik {\displaystyle dx} i {\displaystyle dy,} otrzymujemy
{\displaystyle \left({\frac {\partial U}{\partial x}}\right)_{y}=T\left({\frac {\partial S}{\partial x}}\right)_{y}-P\left({\frac {\partial V}{\partial x}}\right)_{y}}
{\displaystyle \left({\frac {\partial U}{\partial y}}\right)_{x}=T\left({\frac {\partial S}{\partial y}}\right)_{x}-P\left({\frac {\partial V}{\partial y}}\right)_{x}}
Różnicując powyższe równania odpowiednio przez {\displaystyle y,} {\displaystyle x}
{\displaystyle \left({\frac {\partial ^{2}U}{\partial y\partial x}}\right)=\left({\frac {\partial T}{\partial y}}\right)_{x}\left({\frac {\partial S}{\partial x}}\right)_{y}+T\left({\frac {\partial ^{2}S}{\partial y\partial x}}\right)-\left({\frac {\partial P}{\partial y}}\right)_{x}\left({\frac {\partial V}{\partial x}}\right)_{y}-P\left({\frac {\partial ^{2}V}{\partial y\partial x}}\right)\qquad {}} (równ. 2)
oraz
{\displaystyle \left({\frac {\partial ^{2}U}{\partial x\partial y}}\right)=\left({\frac {\partial T}{\partial x}}\right)_{y}\left({\frac {\partial S}{\partial y}}\right)_{x}+T\left({\frac {\partial ^{2}S}{\partial x\partial y}}\right)-\left({\frac {\partial P}{\partial x}}\right)_{y}\left({\frac {\partial V}{\partial y}}\right)_{x}-P\left({\frac {\partial ^{2}V}{\partial x\partial y}}\right)\qquad {}} (równ. 3)
{\displaystyle U,} {\displaystyle S} i {\displaystyle V} są różniczkami zupełnymi, stąd,
{\displaystyle \left({\frac {\partial ^{2}U}{\partial y\partial x}}\right)=\left({\frac {\partial ^{2}U}{\partial x\partial y}}\right)}
{\displaystyle \left({\frac {\partial ^{2}S}{\partial y\partial x}}\right)=\left({\frac {\partial ^{2}S}{\partial x\partial y}}\right):\left({\frac {\partial ^{2}V}{\partial y\partial x}}\right)=\left({\frac {\partial ^{2}V}{\partial x\partial y}}\right)}
Odejmując równania 2 i 3 otrzymujemy
{\displaystyle \left({\frac {\partial T}{\partial y}}\right)_{x}\left({\frac {\partial S}{\partial x}}\right)_{y}-\left({\frac {\partial P}{\partial y}}\right)_{x}\left({\frac {\partial V}{\partial x}}\right)_{y}=\left({\frac {\partial T}{\partial x}}\right)_{y}\left({\frac {\partial S}{\partial y}}\right)_{x}-\left({\frac {\partial P}{\partial x}}\right)_{y}\left({\frac {\partial V}{\partial y}}\right)_{x}}
Uwaga: Powyższe wyrażenie jest nazywane ogólnym wyrażeniem na relację termodynamiczną Maxwella.
Pierwsza relacja Maxwella
Załóżmy {\displaystyle x=S} i {\displaystyle y=V,} wtedy otrzymamy:
{\displaystyle \left({\frac {\partial T}{\partial V}}\right)_{S}=-\left({\frac {\partial p}{\partial S}}\right)_{V}.}
Druga relacja Maxwella
Załóżmy {\displaystyle x=T} i {\displaystyle y=V,} wtedy otrzymamy:
{\displaystyle \left({\frac {\partial S}{\partial V}}\right)_{T}=\left({\frac {\partial p}{\partial T}}\right)_{V}.}
Trzecia relacja Maxwella
Załóżmy {\displaystyle x=S} i {\displaystyle y=p,} wtedy otrzymamy:
{\displaystyle \left({\frac {\partial T}{\partial p}}\right)_{S}=\left({\frac {\partial V}{\partial S}}\right)_{p}.}
Czwarta relacja Maxwella
Załóżmy {\displaystyle x=T} i {\displaystyle y=P,} wtedy otrzymamy:
{\displaystyle \left({\frac {\partial S}{\partial p}}\right)_{T}=-\left({\frac {\partial V}{\partial T}}\right)_{p}.}
Piąta relacja Maxwella
Załóżmy {\displaystyle x=P} i {\displaystyle y=V,} wtedy otrzymamy:
{\displaystyle \left({\frac {\partial T}{\partial p}}\right)_{V}\left({\frac {\partial S}{\partial V}}\right)_{p}}{\displaystyle -\left({\frac {\partial T}{\partial V}}\right)_{p}\left({\frac {\partial S}{\partial p}}\right)_{V}=1.}
Szósta relacja Maxwella
Załóżmy {\displaystyle x=T} i {\displaystyle y=S,} wtedy otrzymamy:
{\displaystyle \left({\frac {\partial p}{\partial T}}\right)_{S}\left({\frac {\partial V}{\partial S}}\right)_{T}-\left({\frac {\partial p}{\partial S}}\right)_{T}\left({\frac {\partial V}{\partial T}}\right)_{S}=1.}

Kwadrat termodynamiczny (Guggenheima)

Relacje 1–4 możemy znaleźć wykorzystując kwadrat termodynamiczny. Relację znajdujemy poprzez ułożenie stosunku zmiennych znajdujących się w narożach kwadratu, będących w tej samej płaszczyźnie (pionowo lub poziomo), do stosunku zmiennych w narożach równoległych. Na przykład poprzez stosunek zmiennych lewego boku kwadratu (pionowo) S/p oraz równoległy do niego prawy bok, gdzie odpowiadają tym zmiennym zmienne V/T otrzymujemy relację czwartą (pamiętamy o znaku „–” po lewej stronie).

## Ogólne relacje Maxwella
Powyższe równania nie są bynajmniej jedynymi relacjami Maxwella. Kiedy brane są pod uwagę inne warunki i inne zmienne naturalne poza pracą objętościową, lub kiedy zmienną naturalną jest liczba cząstek, wtedy inne relacje Maxwella stają się widoczne. Na przykład jeśli mamy jedno składnikowy gaz, wtedy liczba cząsteczek N również jest zmienną naturalną czterech powyższych potencjałów termodynamicznych. Relacją Maxwella dla entalpii w odniesieniu do ciśnienia i liczby cząsteczek będzie następująca:
{\displaystyle \left({\frac {\partial \mu }{\partial p}}\right)_{S,N}=\left({\frac {\partial V}{\partial N}}\right)_{S,p}={\frac {\partial ^{2}H}{\partial p\partial N}},}
gdzie {\displaystyle \mu } to potencjał chemiczny. Ponadto, istnieją inne potencjały termodynamiczne oprócz powyższych czterech, które są powszechnie stosowane, i każdy spośród tych potencjałów będzie dawał układ relacji Maxwella.
Każde równanie może być ponownie wyrażone za pomocą relacji
{\displaystyle \left({\frac {\partial y}{\partial x}}\right)_{z}=1\left/\left({\frac {\partial x}{\partial y}}\right)_{z}\right.,}
które czasami są znane również jako relacje Maxwella.